# Andre Cisco
Andre J. Cisco (New York, 23 marzo 2000) è un giocatore di football americano statunitense che milita nel ruolo di safety per i Jacksonville Jaguars della National Football League (NFL).

## Carriera

### Jacksonville Jaguars
Cisco al college giocò a football alla Syracuse University. Fu scelto nel corso del terzo giro (65º assoluto) del Draft NFL 2021 dai Jacksonville Jaguars. Debuttò come professionista subentrando nella gara del primo turno contro gli Houston Texans mettendo a segno un tackle. La sua stagione da rookie si chiuse con 25 placcaggi, 2 passaggi deviati e 2 fumble forzati disputando tutte le 17 partite, di cui 3 come titolare.